# Peter Voß (Schauspieler)

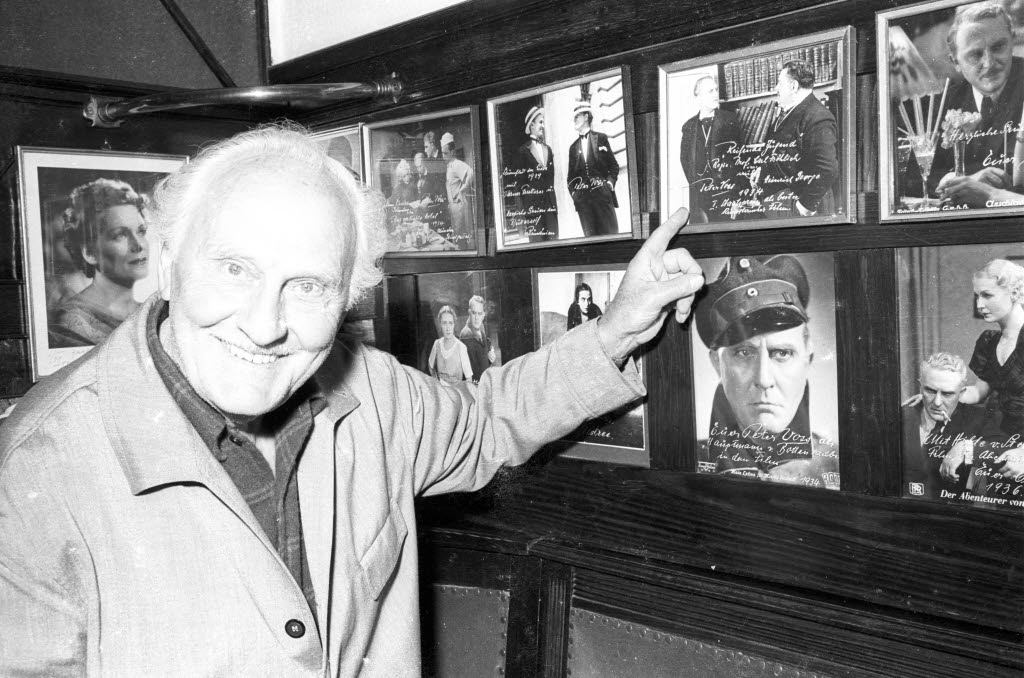
Peter Voß

Peter Voß (* 29. Juni 1891 in Fiefhusen; † 9. Januar 1979 in Nortorf bei Kiel) war ein deutscher Schauspieler.

## Leben
Voß arbeitete zunächst in einem kaufmännischen Betrieb und war dann Teilnehmer am Ersten Weltkrieg. 1919 nahm er Schauspielunterricht und gab in der Spielzeit 1919/1920 sein Debüt am Theater Kiel. Seine Laufbahn führte ihn an die Vereinigten Theater von Bochum und Duisburg, an das Stadttheater Basel und 1927 an die Saltenburg-Bühnen in Berlin.
Er lebte nun in Berlin, wo er an verschiedenen Bühnen spielte. Seit 1925 wirkte er meist als Liebhaber und Bonvivant in Spielfilmen mit. In dem Luis-Trenker-Film Der Kampf ums Matterhorn verkörperte er Edward Whymper, in Grün ist die Heide war er Hauptdarsteller als junger Förster und Partner von Camilla Spira. Trotz dieser und anderer Hauptrollen erreichte er nie den Status eines Filmstars wie etwa der ähnlich disponierte Willy Fritsch. Ungewöhnlich war seine Verkörperung des Todes in dem 1935 entstandenen, überaus düsteren Legendenfilm Fährmann Maria von Frank Wysbar. Nach dem Zweiten Weltkrieg spielte er vorwiegend Theater und übernahm auch noch einige Filmaufgaben. Zuletzt war er als Kapitän Petersen in dem Kriegsdrama Nacht fiel über Gotenhafen zu sehen.

## Filmografie
- 1925: Liebe und Trompetenblasen
- 1927: Der fidele Bauer
- 1928: Der Kampf ums Matterhorn
- 1929: Diane
- 1929: Katharina Knie
- 1929: Sturmflut der Liebe
- 1929: Spuren im Schnee
- 1929: Spielereien einer Kaiserin
- 1930: Zwei Welten (Two Worlds)
- 1931: Die Pranke
- 1931: Die Fremde
- 1931: Die Nacht der Entscheidung
- 1932: Grün ist die Heide
- 1932: Sergeant X
- 1932: Die Vier vom Bob 13
- 1932: Tod über Shanghai
- 1933: Reifende Jugend
- 1933: Schüsse an der Grenze
- 1933: Das verliebte Hotel
- 1934: Mutter und Kind
- 1934: Die Reiter von Deutsch-Ostafrika
- 1934: Hundert Tage
- 1935: Anschlag auf Schweda
- 1935: Mein Leben für Maria Isabell
- 1936: Fährmann Maria
- 1936: Der Abenteurer von Paris
- 1937: Der Hund von Baskerville
- 1937: Alarm in Peking
- 1937: Ab Mitternacht
- 1938: Sergeant Berry
- 1939: Wasser für Canitoga
- 1940: Ein Mann auf Abwegen
- 1940: Achtung! Feind hört mit!
- 1940: Trenck, der Pandur
- 1941: Kampfgeschwader Lützow
- 1943: Lache Bajazzo
- 1943: I Pagliacci
- 1943: Titanic
- 1951: Wenn die Abendglocken läuten
- 1955: Wenn die Alpenrosen blüh’n
- 1959: Nacht fiel über Gotenhafen